# Ectadia fulva
Ectadia fulva är en insektsart som beskrevs av Brunner von Wattenwyl 1893. Ectadia fulva ingår i släktet Ectadia och familjen vårtbitare. Inga underarter finns listade i Catalogue of Life.